# (33028) 1997 QN
1997 QN (asteroide 33028) é um asteroide da cintura principal. Possui uma excentricidade de 0.10190780 e uma inclinação de 5.02228º.
Este asteroide foi descoberto no dia 24 de agosto de 1997 por Atsushi Sugie em Dynic.